# Ernst Bamberg
Ernst Bamberg (Krefeld, 9 de novembro de 1940) é um biofísico alemão, diretor do Max-Planck-Institut für Biophysik.

## Condecorações
- 2010 Prêmio Wiley de Ciências Biomédicas, com Georg Nagel e Peter Hegemann[1]
- 2010 Prêmio Karl Heinz Beckurts, com Georg Nagel e Peter Hegemann[2]
- 2011 Membro da Academia Leopoldina
- 2012 Prêmio Zülch
- 2013 Prêmio Brain
- 2019 Prêmio Rumford